# Brectouville
Brectouville foi uma comuna francesa na região administrativa da Normandia, no departamento Mancha. Estendia-se por uma área de 3,76 km². Em 2010 a comuna tinha 167 habitantes (densidade: 44,4 hab./km²).
Em 1 de janeiro de 2016, passou a formar parte da nova comuna de Torigny-les-Villes.